# Pilea cacuminum
Pilea cacuminum är en nässelväxtart som beskrevs av Ignatz Urban och Ekman. Pilea cacuminum ingår i släktet pileor, och familjen nässelväxter. Inga underarter finns listade i Catalogue of Life.